# Rynek w Rzeszowie
Rynek w Rzeszowie – plac znajdujący się w centrum starówki Rzeszowa, na terenie dzielnicy Śródmieście. W otoczeniu rynku działa wiele sklepów i kawiarni, odbywają się na nim liczne wydarzenia kulturalne. Z rynku wychodzą ulice: Kopernika, Słowackiego, Kościuszki, Baldachówka, Przesmyk.

## Historia
Obecna zabudowa pochodzi z XIX wieku i jest skutkiem pożaru, jaki nawiedził miasto w 1842 roku. Wcześniej najprawdopodobniej w rynku stały niskie domy drewniane, lub częściowo murowane z piwnicami, które zachowały się do dziś i stanowią atrakcję turystyczną. Był on miejscem ożywionego handlu wyrobami takimi jak biżuteria, ubrania, meble itd., do czasu, gdy podjęto się budowy Rynku Nowego Miasta. Dominującą budowlą rynku jest wolno stojący w południowo-zachodnim narożu ratusz. Na jego wieży w XVII wieku istniał dzwon, którego uderzenia zezwalały na rozpoczęcie handlu rano, a po południu go kończyły.

## Podziemia
Miastu lokowanemu w XIV wieku nadano liczne przywileje, między innymi prawo składu różnych towarów. Wymianie gospodarczej sprzyjało położenie miasta na szlakach komunikacyjnych. W XVII wieku Rzeszów dostał prawo składowania wina i ryb. Gdy opasujące mury stały się rzeczywistością, ograniczona powierzchnia stała się podstawą budowy podziemnych magazynów, z prozaicznego powodu, braku miejsca. Głębokie, bo aż do 10 m pod powierzchnią, piwnice tworzą nieregularną sieć korytarzy i pomieszczeń (obecnie przetrwały tylko murowane). Ze względu na opłakany stan po II wojnie światowej komunistyczne władze zdecydowały się na wzmocnienie i zabezpieczenie fundamentów starego miasta. W obecnej chwili istnieje Podziemna Trasa Turystyczna, która jest pod opieką rzeszowskiego Muzeum Okręgowego, a prace nad ich rekonstrukcją wciąż trwają.

## Zabytki
- Kamienica Alko (nr 25)

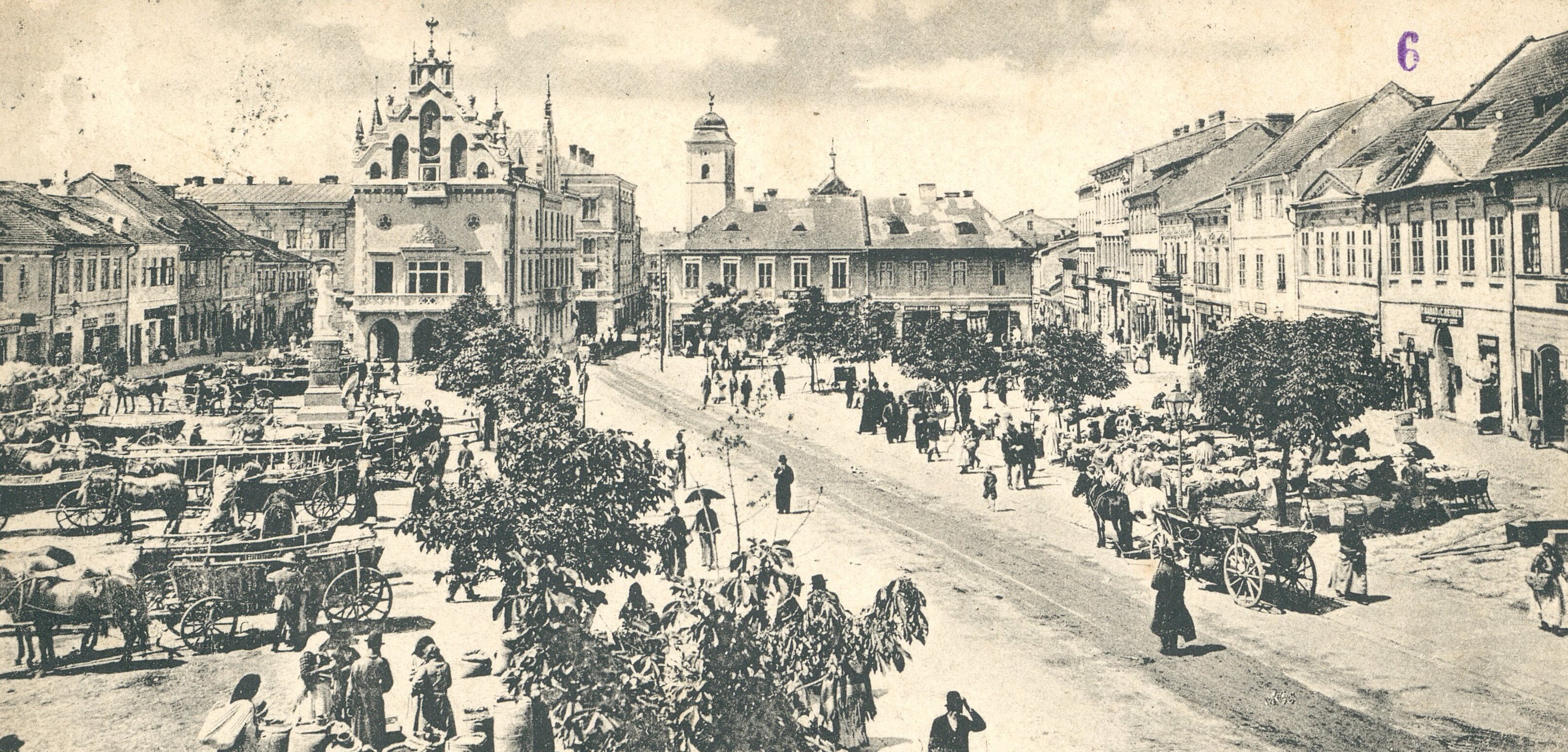
Rynek około 1903
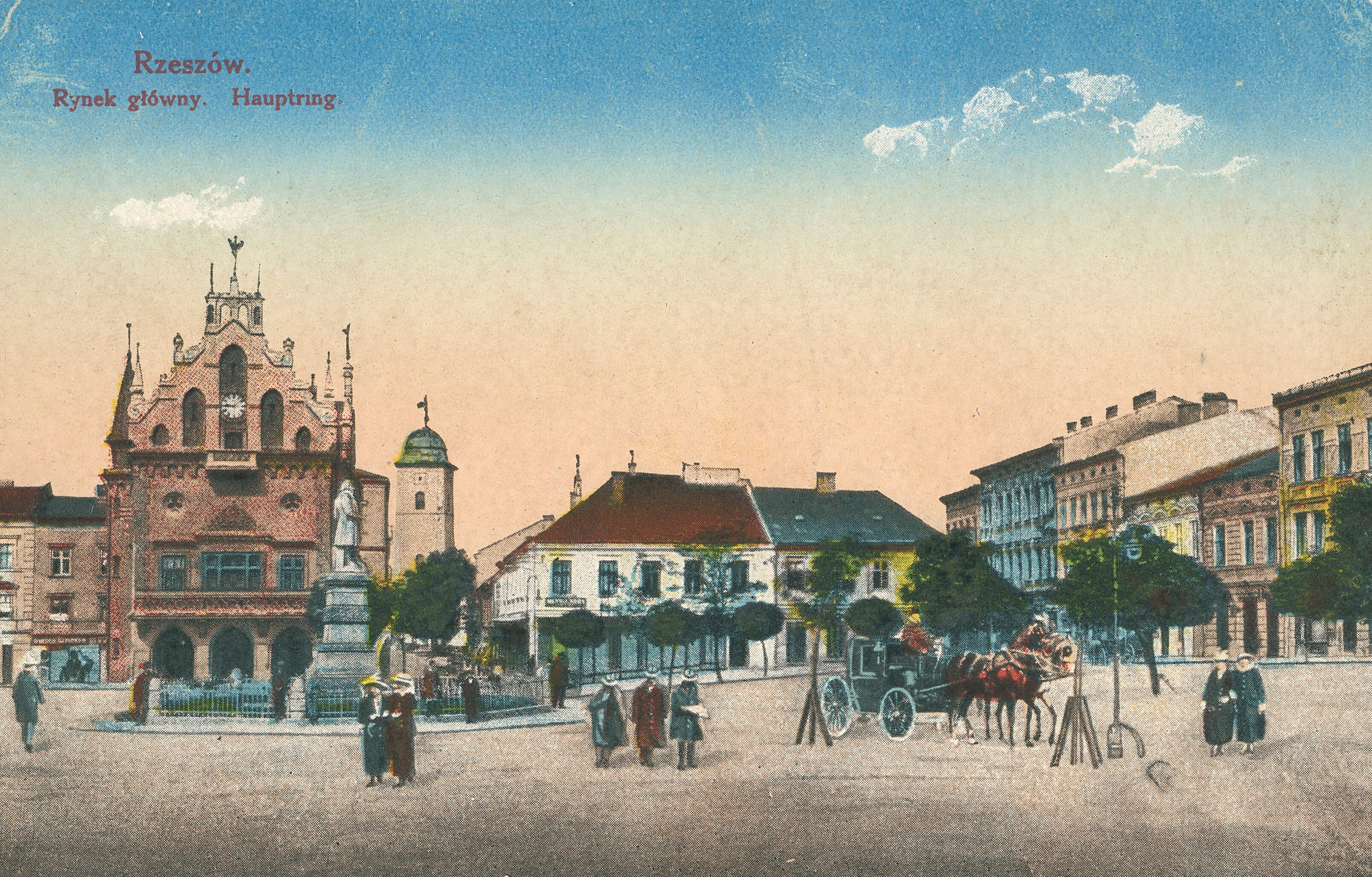
Rynek około 1918